# Мозжинка (река)
Мозжинка — река в России, протекает в Удмуртии. Правый приток реки Большая Сарапулка.

## География
Река берёт начало к юго-западу от деревни Пальники. Течёт на юг. У деревни Пуро-Можга сливается с рекой Пурошур и поворачивает на юго-восток.
Устье реки находится у посёлка Уральский в 25 км по правому берегу реки Большая Сарапулка. Длина реки составляет 23 км.

## Данные водного реестра
По данным государственного водного реестра России относится к Камскому бассейновому округу, водохозяйственный участок реки — Кама от Воткинского гидроузла до Нижнекамского гидроузла, без рек Буй (от истока до Кармановского гидроузла), Иж, Ик и Белая, речной подбассейн реки — бассейны притоков Камы до впадения Белой. Речной бассейн реки — Кама.
Код объекта в государственном водном реестре — 10010101412111100015830.